# Fredrik Christian Stoud Platou
 Der er for få eller ingen kildehenvisninger i denne artikel, hvilket er et problem. Du kan hjælpe ved at angive troværdige kilder til de påstande, som fremføres i artiklen.

Fredrik Christian Stoud Platou (født 17. februar 1811 i Kristiania, død 23. juni 1891 sammesteds) var en norsk retslærd og embedsmand, søn af Ludvig Stoud Platou, far til Oscar Ludvig Stoud Platou.
Platou blev student 1830, cand. jur. 1839. 1833-42 indehavde han en kopistpost i Finansdepartementet, blev 1843 lektor i lovkyndighed, 1849 professor og udnævntes 1862 til assessor i Højesteret. 1864 overtog han Nes Sorenskriveri på Romerike, men fungerede i den følgende tid jævnlig som ekstraordinær assessor i Højesteret og var 1873-74 konstitueret generalauditør. 1880 udnævntes han til justitiarius i Krisiania Stiftsoverrets 2. afdeling, hvilket embede han først 1884 overtog, efter at hans konstitution i generalauditørembedet var hævet. Han var 1881 medlem af interimsregeringen. 
Som medlem af den 1854 nedsatte kongelige kommission til udarbejdelse af forslag angående omordning af straf- og varetægtsfængselsvæsenet skrev han den indstilling, som lagdes til grund for lov om fængselsvæsenet af 12. oktober 1857. Han var ligeledes medlem af den svensk-norske unionskomité af 1865 og formand i kommissionen af 1873 til revision af lovgivningen om den militære retspleje. Hans vigtigste retsvidenskabelige arbejder er Om Besiddelse efter norsk Ret (1863) og Bemærkninger til Loven af 12. Oktober 1857 om Jords og Skovs Udskiftning af Fællesskab (1865).